# Ritratto di Maria Luisa de Tassis
Il ritratto di Maria Luisa de Tassis (1611-1638) è un dipinto, opera di Antoon van Dyck, che raffigura la figlia di Antonio de Tassis, nobiluomo italiano. È vestita secondo la moda francese, con un ventaglio in mano e numerosi gioielli.